# Горня Шушняра
45°46′ пн. ш. 16°46′ сх. д. / 45.77° пн. ш. 16.76° сх. д.
Горня Шушняра (хорв. Gornja Šušnjara) — населений пункт у Хорватії, у Б'єловарсько-Білогорській жупанії у складі громади Штефанє.

## Населення
Населення за даними перепису 2011 року становило 28 осіб.
Динаміка чисельності населення поселення: